# Paul Winzer

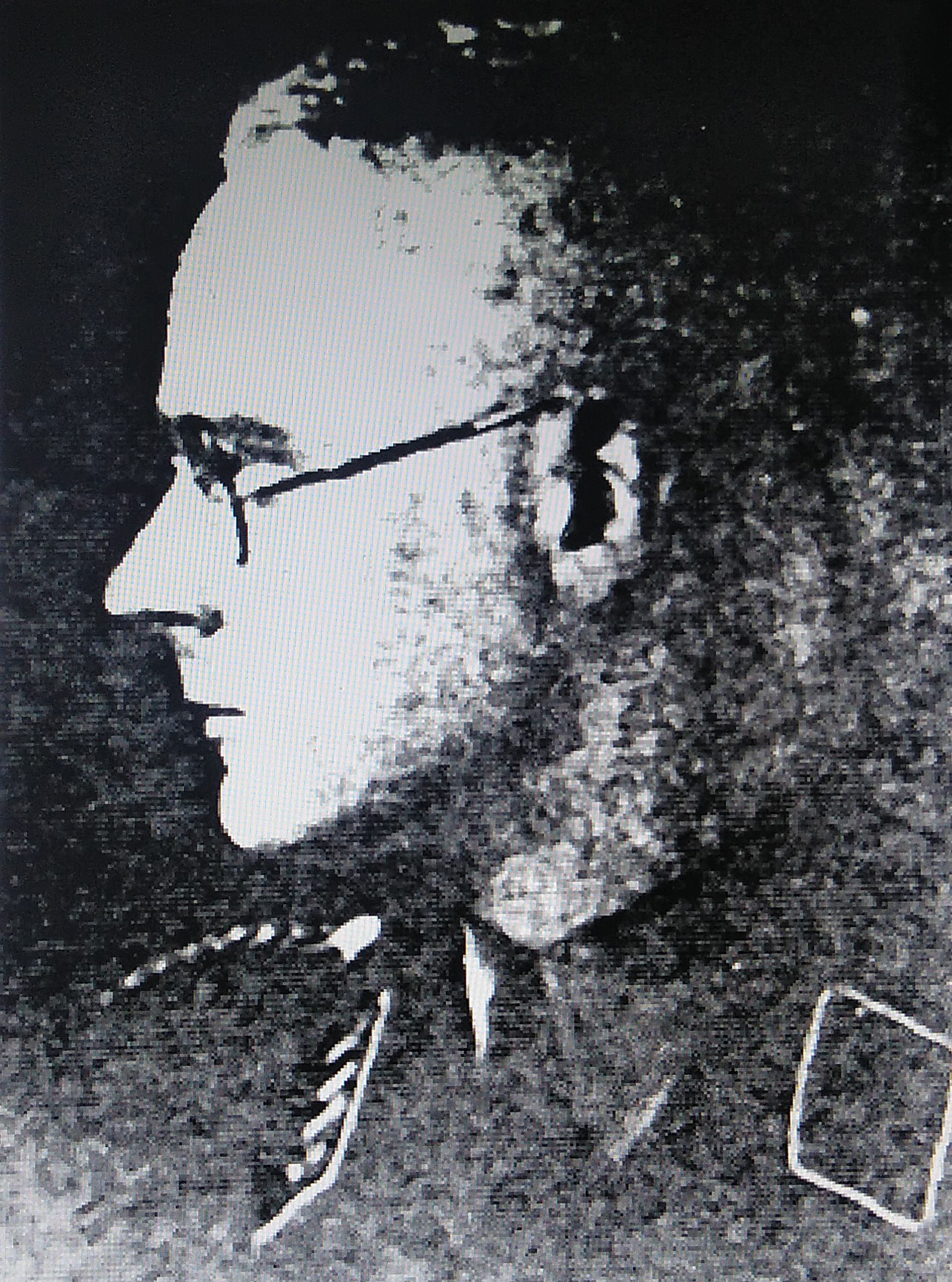
Paul Winzer

Paul Winzer (* 24. Juni 1908 in Cottbus; † nach 1948) war ein deutscher Kriminalkommissar, Polizei-Verbindungsführer und ab 1941 Polizeiattaché der deutschen Gesandtschaft in Madrid sowie Begründer des Konzentrationslagers Miranda de Ebro.

## Leben
Winzer studierte Jura an den Universitäten Breslau und Berlin ohne Abschluss.
Im April 1936 benannte die Geheime Staatspolizei dem Auswärtigen Amt Winzer als Kriminalkommissar für die Botschaft in Madrid. Er erhielt den Auftrag, die kommunistischen Methoden der neugewählten Regierung zu beobachten. Die Wilhelmstraße stimmte zu, und im Mai 1936 nahm SS- und SD-Oberinspektor Paul Winzer seine Arbeit in Madrid auf (SS-Nummer 127.565). Am 18. Juli 1936 war Winzer in Barcelona und beobachtete deutsche Migranten, die an der Gegenolympiade teilnahmen. Nachdem Winzer eine Woche die Niederschlagung des Putsches in Barcelona beobachtet hatte, schiffte er sich auf einem italienischen Dampfer Richtung Deutschland ein.

### Konzentrationslagerkommando
Im Jahr 1937 errichteten die Putschisten in Miranda de Ebro ein Konzentrationslager nach deutschem Vorbild, um Gefangene während des Spanischen Bürgerkrieges aufzunehmen. Das Lager wurde von dem SS- und Gestapo-Mitglied Winzer geführt. Es blieb bis 1947 bestehen.

### Polizeiattaché
1938 gehörte Winzer neben Richard Enge (Wirtschaftsexperte), Hans Kroeger (für die NSDAP), Willi Köhn (für die SS, späterer Generalkonsul) und Hans Stille jun. (späterer Legationssekretär) zur Entourage von Wilhelm Faupel in Salamanca.
1938 half Winzer, die Polizei Francos aufzubauen.

### Polizeiabkommen
Nach dem Polizeiabkommen zwischen dem spanischen Innenminister Severiano Martínez Anido (1862–1938) und Heinrich Himmler vom Sommer 1938 wurde von SS-Sturmbannführer Winzer neben dem bestehenden Abwehrnetz ein SD-Netz in Spanien aufgebaut. Zahlreiche SD-Mitarbeiter waren bei deutschen Unternehmen in Spanien beschäftigt. Die Zusammenarbeit der Geheimpolizeien beruhte auf dem Abkommen vom 31. Juli 1938, das die gegenseitige Auslieferung „politischer Verbrecher“ zum Gegenstand hatte.

### Entführung
José María Doussinague berichtet in seinem Buch España tenía razón, dass Winzer an der Entführung des Ehepaares Erich Heberlein und Margot Calleja in der Nacht vom 17. zum 18. Juni 1944 von ihrem Landgut La Legua in der Nähe von Toledo beteiligt war. Botschaftsrat Heberlein und Eberhard von Stohrer waren abberufen worden, da von ihnen angenommen wurde, dass sie die Intrigen von Winzer vereiteln würden.